# Teatro di via Laura
Il Teatro di via Laura si trovava nell'omonima via al 64 a Firenze.

## Storia e descrizione
Edificio contrassegnato da un grande e alto portone, è ora sede della filiale toscana dell'Agenzia del Demanio.
Nel Novecento era qui la Regia Scuola di recitazione, fondata e diretta dall'attore e storico del teatro Luigi Rasi, frequentata, tra gli altri, dallo scrittore Marino Moretti (che risiedeva nella stessa strada al 14), il quale rievocò quegli anni in un libro intitolato proprio Via Laura. Successivamente gli ambienti passarono in uso al G.U.F., Gruppo Universitario Fascista, che adibì la sala principale a teatro sperimentale. La stessa sede fu trasformata, sempre durante il ventennio fascista, in sala di proiezione, con la denominazione di cinema Quirinetta
Prima di essere smantellato nel 1959 fu sede del Centro universitario Teatrale, dedicato a Luigi Cherubini, che vide muovere i primi passi dei giovani Alfredo Bianchini, Franco Zeffirelli, Paolo Poli e tanti altri.